# 希利亚德 (佛罗里达州)
希利亚德（英語：Hilliard），是美国佛罗里达州拿騷縣下属的一座城镇。建立于1947年。面积约为14.2平方公里（约合5.5平方英里）。根据2010年美国人口普查，该市有人口2,939人。论人口在本州排行第251。